# 1959 au Canada
Pour un article plus général, voir Chronologie du Canada.
Cet article traite des événements qui se sont produits durant l'année 1959 au Canada.

## Événements

### Politique

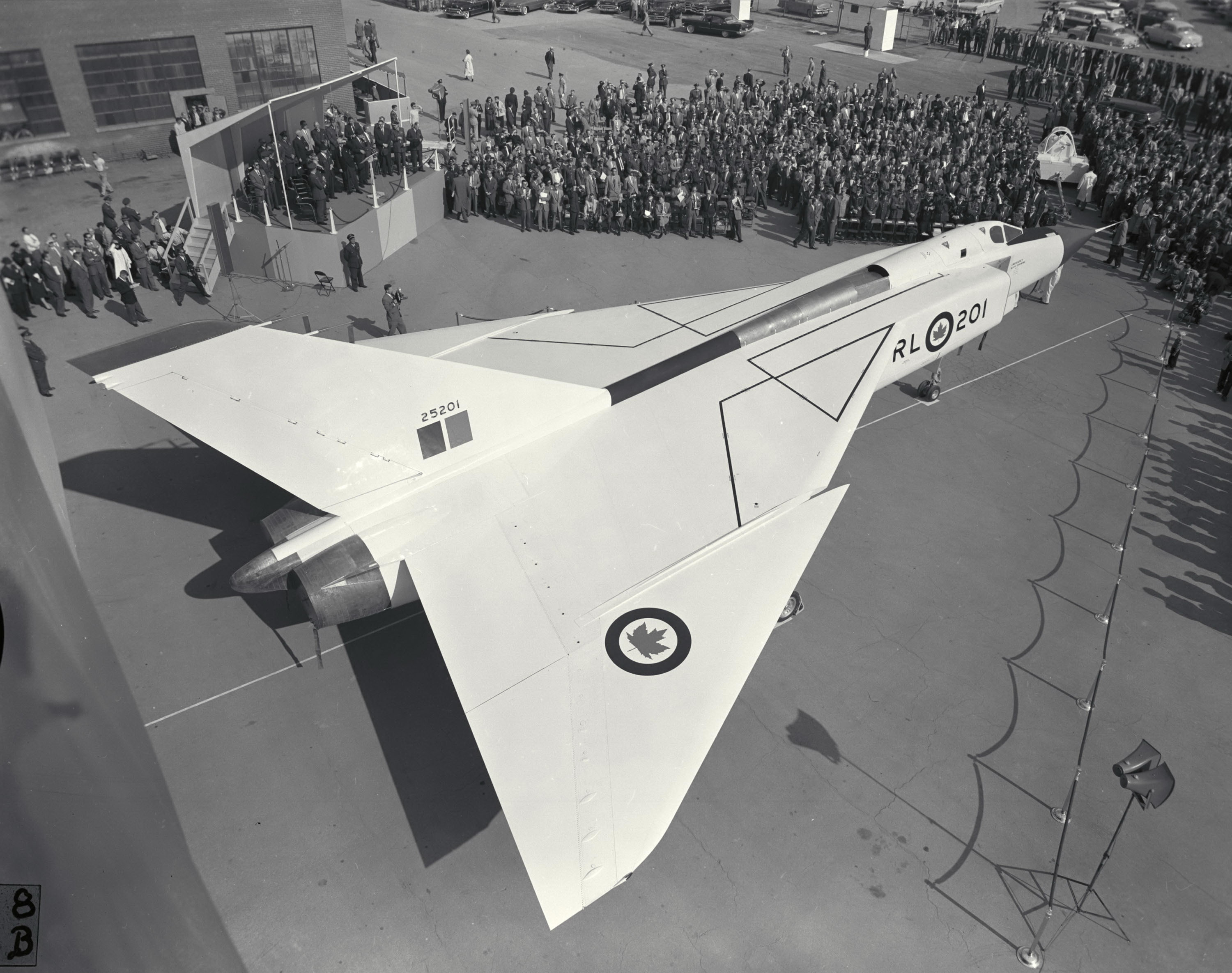
Avro Arrow CF-105

- Le gouvernement abandonne le projet de l'avion Avro CF-105 Arrow.
- Début de la construction du Diefenbunker.
- 18 juin : élection générale albertaine.
- 20 août : élection générale terre-neuvienne.
- 7 septembre : le premier ministre du Québec Maurice Duplessis meurt à l'âge de 69 ans. Il est terrassé par une hémorragie cérébrale lors d’une visite sur les terres de l’Iron Ore à Schefferville[1].
- 10 septembre : Paul Sauvé remplace Maurice Duplessis comme premier ministre du Québec.

### Justice
- Steven Truscott (14 ans) est accusé du meurtre de Lynne Harper (12 ans), une amie de classe.  En 1959, il écope de la peine de mort, il a alors 14 ans, cette dernière est commuée en peine d'emprisonnement à vie. Il fut bien plus tard déclaré victime d'une erreur judiciaire. Il fut acquitté en 2007, sur la foi de nouvelles preuves.

### Sport

#### Hockey

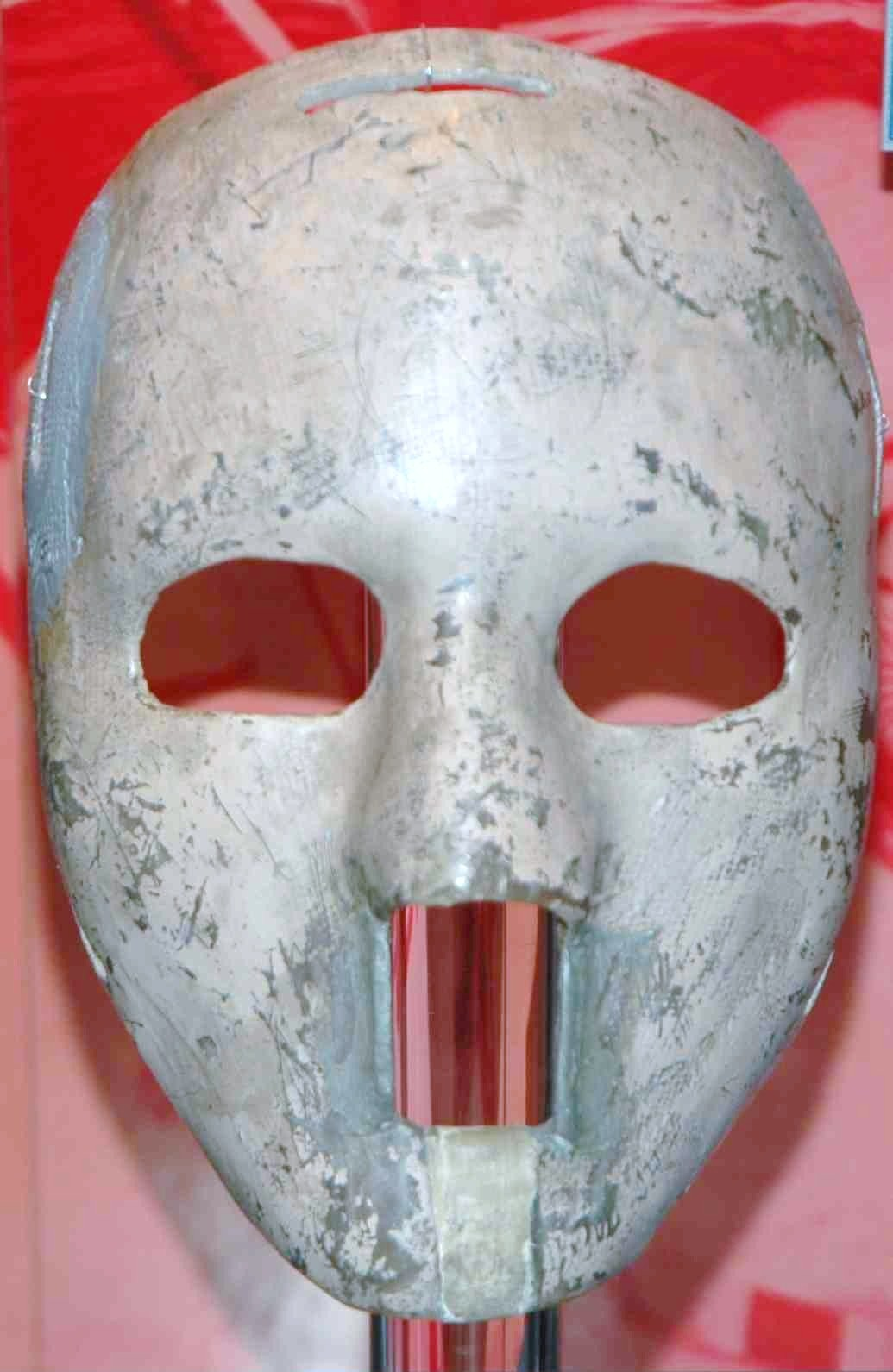
Premier masque de Jacques Plante

- Fin de la Saison 1958-1959 de la LNH suivi des Séries éliminatoires de la Coupe Stanley 1959. les Canadiens de Montréal remportent la Coupe Stanley contre les Maple Leafs de Toronto.
- Les Braves de Winnipeg remportent la Coupe Memorial 1959.
- Début de la Saison 1959-1960 de la LNH.
- 1er novembre : le gardien de but Jacques Plante introduit le masque protecteur durant une partie de hockey sur glace.

#### Football
- Les Blue Bombers de Winnipeg gagne la coupe Grey.

### Économie
- Ouverture du premier restaurant Harvey's en Ontario.
- Ouverture du premier magasin Le Château (sous le nom Le Château Men's Wear) à Montréal.
- Fondation d'Envoy, constructeur automobile canadien affilié à General Motors.
- 25 avril : ouverture officielle de la Voie maritime du Saint-Laurent pour permettre le trafic fluvial jusqu'aux États-Unis et le transport pour l'industrie des Grands-Lacs. Cette nouvelle voie de navigation comprend quinze écluses et donne accès à 65 ports des Grands Lacs.
- 26 mai : inauguration par la reine Élisabeth II et le président américain Dwight D. Eisenhower de la nouvelle voie maritime et fluviale du Saint-Laurent vers les Grands Lacs.

### Science
- Septembre : premier lancement d'une fusée Black Brant à Churchill au Manitoba.
- 15 novembre : mise en service de l'avion Canadair CL-44.

### Culture
Radio
- Reine Charrier anime l'émission Madame X[2].

Télévision
- Bousille et les Justes de Gratien Gélinas.
- Novembre : Chez Hélène passait à CBC et offrait des cours de français aux anglophones.

### Religion
- 3 mai : béatification de mère Marguerite d'Youville, créatrice des Sœurs grises de Montréal.
- 31 juillet : Georges Cabana obtient que la Basilique-cathédrale Saint-Michel de Sherbrooke soit érigée en Basilique mineure.

### Divers
- Du 19 au 20 juin Nouveau-Brunswick : désastre d'Escuminac causant la mort de 35 pêcheurs en mer.

## Naissances
- 3 janvier : Dwight Duncan, vice-premier ministre de l'Ontario.
- 11 janvier : Rob Ramage, joueur de hockey sur glace.
- 15 mars : Lisa Langlois, comédienne.
- 15 avril : Kevin Lowe, joueur de hockey sur glace.
- 30 avril : 
  - Paul Gross, acteur et musicien.
  - Stephen Harper, premier ministre du Canada.
- 25 mai : Rick Wamsley, joueur de hockey sur glace.
- 12 juin : Scott Thompson, acteur et scénariste.
- 11 août : Jacques Poirier, écrivain.
- 29 août : Chris Austin Hadfield, astronaute.
- 2 septembre : Guy Laliberté, accordéoniste, échassier, cracheur de feu, homme d'affaires québécois fondateur du cirque du Soleil (Canada).
- 8 septembre : Carmen Campagne, auteure-compositeure-interprète.
- 29 septembre : Robert Thibault, homme politique canadien.
- 5 novembre : Bryan Adams, auteur-compositeur-interprète de rock.
- 22 novembre : Geoff Regan, homme politique de la circonscription fédérale de Halifax-Ouest.
- 2 décembre : David Alward, premier ministre du Nouveau-Brunswick.

## Décès
- 13 février : Thomas Laird Kennedy, premier ministre de l'Ontario par intérim.
- 3 mars : Philémon Cousineau, chef du Parti conservateur du Québec.
- 7 septembre : Maurice Duplessis, premier ministre du Québec alors qu'il était en fonction.
- 19 novembre : Joseph Charbonneau, archevêque de Montréal.